# Río Poddle
El Poddle (en irlandés: An Poitéal) es un río de Dublín, la capital de Irlanda. Es un afluente del río Liffey, al que se une en el centro de Dublín hasta su desembocadura en la bahía de Dublín, en el Mar de Irlanda.

## Curso
El Poddle nace en el área de Cookstown, al noroeste de Tallaght (condado de Dublín). En su inicio discurre en dirección este a través de Tymon North (en este tramo es conocido como río Tymon), para a continuación seguir dirección noreste hacia Kimmage. En Kimmage el Poddle recibió durante más de 700 años un aporte de agua derivada desde el río Dodder hasta su interrupción por las autoridades de Dublín a finales del siglo XX.
A partir de aquí el Poddle se divide en dos, con un canal artificial dirigiéndose a Dolphin's Barn para posteriormente volver unirse al curso natural del río. Ya en su último tramo el Poddle es conducido bajo tierra a través de un embovedado de ladrillo que discurre por debajo del castillo de Dublín y la parte Sur del centro de la ciudad hasta su desembocadura en el Liffey. Aunque el acceso está restringido, este tramo subterráneo es accesible a pie.

## El nombre de Dublín
Antiguamente existió en la confluencia de los ríos Poddle y Liffey (más al este de su localización actual) un piletón o poza con aguas oscuras; esta recibió el nombre irlandés de dubh linn (poza negra). El nombre de la ciudad de Dublín es una anglificación de dubh linn.
- Esta obra contiene una traducción  derivada de «River Poddle» de Wikipedia en inglés, publicada por sus editores bajo la Licencia de documentación libre de GNU y la Licencia Creative Commons Atribución-CompartirIgual 4.0 Internacional.

- Datos: Q2661214
- Multimedia: River Poddle / Q2661214